# Petschenegen

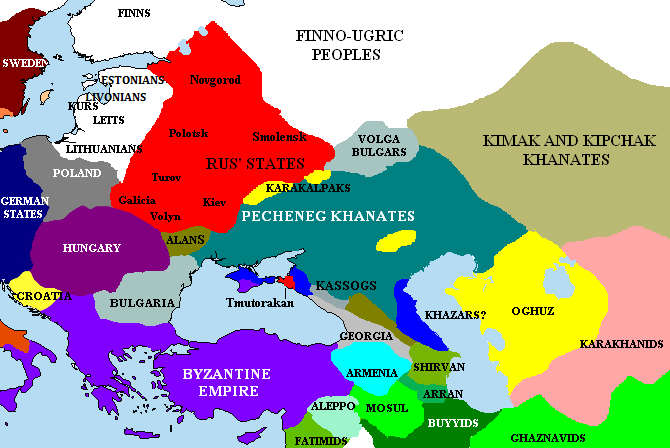
Osteuropa mit Siedlungsgebiet der Petschenegen um 1015

Die Petschenegen (alttürkisch Beçenek, lateinisch Pacinacae oder Bisseni, griechisch Πετσενέγοι Petsenegoi, russisch Печенеги Pečenegi, ukrainisch Печеніги Pečenihy, ungarisch Besenyő) waren ein bedeutender oghusischer Stamm, der zu den Turkvölkern gehörte. Die Petschenegen stammen ursprünglich aus Zentralasien und waren Teil der Altaischen Sprachfamilie.
Mahmud al-Kāschgharī erwähnte sie unter dem Namen Beçenek als einen der 24 oghusischen Stämme. Als Totemtier hatten sie einen Gerfalken. Ihr Stammesname bedeutet im Alttürkischen „der, der gut arbeitet und sich anstrengt“.

## Geschichte
Nach dem Niedergang des Göktürkischen Reichs zogen die Petschenegen aus Westsibirien in Richtung Westen. Dabei wurden sie 889 von anderen oghusischen Stämmen schließlich über die Wolga getrieben. 896 verbündeten sie sich mit dem bulgarischen Zaren Simeon I. und schlugen die Magyaren in dem Gebiet Etelköz, nördlich des Schwarzen Meeres, vernichtend. Nach der Niederlage zogen die Magyaren Richtung Westen, wo sie sich im oberen Theiß-Gebiet (heutiges Ungarn) niederließen.
Die Petschenegen führten im 10. Jahrhundert lange Kämpfe mit der Kiewer Rus und den an der Wolga lebenden Chasaren. So belagerten sie 968 Kiew und töteten 972 den Kiewer Großfürsten Swjatoslaw, der von einem großen und erfolglosen Feldzug gegen Byzanz zurückgekehrt war. Auf dem Höhepunkt ihrer Macht im 11. Jahrhundert beherrschten sie das Gebiet zwischen Talas und Donau. Im Jahre 1036 wurden sie von Swjatoslaws Enkel Jaroslaw dem Weisen schwer geschlagen, und unter dem Druck der Kiptschaken flüchteten sie anschließend über die Donau, wo sie nun mehrfach Byzanz bedrohten und sich dabei auch gegenseitig befehdeten. König Stephan I. besiegte sie 1003 und 1021, doch ab 1061 setzten sie sich in der Walachei fest und fielen 1067/68 erneut in Ungarn ein.

Das Zeichen der Petschenegen

Nach arabischen Berichten traten erste Petschenegen ab 1009 zum Islam über; 1068 brach ein verlustreicher Bürgerkrieg zwischen der muslimischen Minderheit unter den Petschenegen und der andersgläubigen Mehrheit aus, in dem die Muslime siegten und danach im Bündnis mit den Seldschuken Konstantinopel angriffen. Nach der blutigen Niederlage 1091 in der Schlacht von Levounion zogen sich die Petschenegen hinter die Donau zurück. Byzanz (Alexios I. Komnenos) und die Kiptschaken unter Boniak und Tugorkhan hatten sich gegen sie verbündet. Trotzdem blieb es bis zur Schlacht unklar, ob die Kiptschaken nun mit oder gegen die Byzantiner kämpfen würden. Um in Zukunft sicher zu sein, richteten die Byzantiner nach der Schlacht ein Massaker unter den gefangenen Petschenegen an.

Ihre Reste dienten eine Zeitlang den Byzantinern (Donaugrenze) und verschwanden in einer neuen Niederlage gegen Byzantiner und Kumanen bei Beroe (Berrhoia) 1122. Einige hatten sich den Magyaren unterworfen und wurden 1123 in Ungarn als Grenzwächter des ungarischen Gyepűsystems angesiedelt, andere gingen im verwandten turkvölkischen Stamm der Kiptschaken und der oghusischen Bevölkerung Anatoliens auf. Dennoch hielt sich in der Walachei bis 1171 ein Restreich, ehe es von den Kiptschaken (Kumanen) erobert wurde.

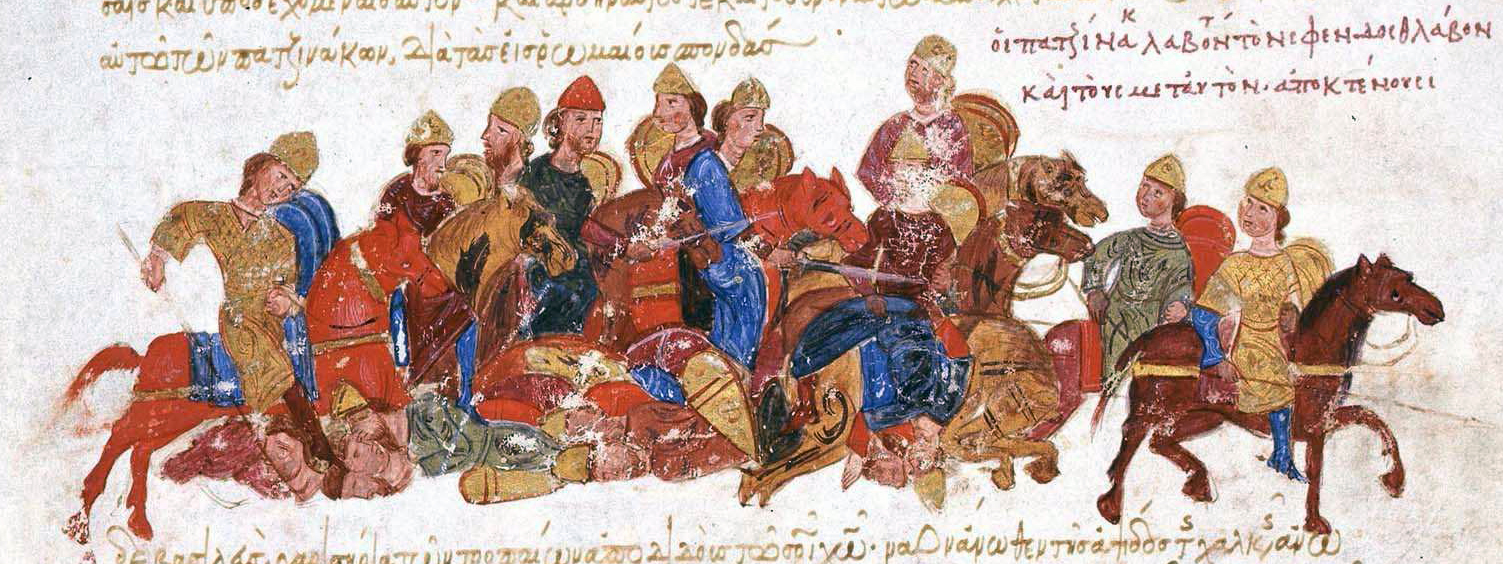
Die Petschenegen gegen die „Skyth“ von Swjatoslaw I.

Lange Zeit galten die christlich-ungarischen Petschenegen und Kumanen auch als Vorfahren der siebenbürgischen Szekler, die bulgarischen Petschenegen und Kumanen wiederum als Vorfahren der Gagausen.
Um 1766 werden noch Petschenegen in Pecs und Umgebung neben der deutschen Bevölkerung erwähnt.
In Russland bezeichneten sich 2003 bei der letzten Volkszählung sieben Bürger als Petschenegen, was von den Behörden nicht ernst genommen wurde und im endgültigen Bericht keine Aufnahme fand.

## Gesellschaft
Die Petschenegen waren ein nomadisches Volk, das ein auf Viehzucht ausgerichtetes Leben führte. Sie kannten keinen Ackerbau, wohl aber das Handwerk. Archäologische Funde zeigen, dass sie Eisen schmiedeten, zu Waffen, aber auch zu Schmuck. Auch Religion war ein Bestandteil ihres Lebens, vor allem verschiedene Formen schamanischer, tengrischer Kulte mit animistischen und totemistischen Elementen. Organisiert waren sie in mehreren Klassen, wobei die Stammes- und Sippenhäuptlinge die oberste Klasse bildeten.

## Spuren der Petschenegen heute
Ortsnamen in der Ukraine, Türkei, in Ungarn, Polen, in der Slowakei, in Russland, Rumänien und der Republik Moldau verweisen auf die Petschenegen: In der heutigen Ukraine gibt es acht Orte mit den Namen Pechenaya, Pechenegi, Pechenizhyn, Pechenezhskiy, Pechenki, Pechenya, Pechenyugi und Pechenyy, in der Türkei sieben Orte mit den Namen Peçene und Peçenek, in Ungarn sechs Orte mit den Namen Besenyőtanya, Besenyőtelek, Besenyőd, Besnyő, Besnyőmajor und Szirmabesenyő, in Polen drei mit den Namen Pieczonogi und Pieczeniegi, in der Slowakei fünf Orte mit den Namen Bešeňov, Bešeňová, Pečeňady, Pečeňany und Pečenice, in Russland zwei Orte mit den Namen Pechenegi und Pecheniki, in Rumänien zwei Orte mit den Namen Pecinişca und Pecineaga sowie in der Republik Moldau einen Ort mit dem Namen Peceştea. Möglicherweise, aber nicht gesichert, gibt es auch in Österreich (im bis 1921 zu Ungarn gehörenden Burgenland) mit Pöttsching einen Ort, der auf eine petschenegische Ansiedlung zurückgehen könnte. 